# Campeonato Gaúcho de Futebol de 2024 - Série A
O Campeonato Gaúcho de Futebol de 2024 - Série A, oficialmente denominado Gauchão Ipiranga 2024, é a 104ª edição da competição organizada anualmente pela Federação Gaúcha de Futebol.
O atual Hexa-Campeão Grêmio, venceu o Juventude na final, conquistando o sétimo  título consecutivo e 43º no geral.

## Regulamento
O regulamento sofreu alterações em relação à última edição. As 12 equipes jogam entre si em turno único. Os oito melhores avançam para as quartas de final, os dois últimos colocados sendo rebaixados para a Série A2.
As quartas de final serão disputadas em jogo único, com o time de melhor campanha atuando como mandante e tendo a vantagem de jogar pelo empate para se classificar. Já as fases de semifinais e finais terão partidas de ida e volta, sem saldo qualificado. Em caso de empate no saldo, a decisão será nas cobranças de pênaltis. O VAR (árbitro de vídeo) será utilizado a partir dos jogos de quartas de final.
As vagas na quarta divisão nacional de 2025 serão distribuídas conforme classificação geral, excetuando-se os clubes com vagas garantidas em divisões nacionais para aquela temporada. Disputam as três divisões superiores do Campeonato Brasileiro de Futebol de 2024 os seguintes times: Grêmio, Internacional, Juventude, Caxias, São José-RS e Ypiranga de Erechim. Já Brasil de Pelotas, Avenida e Novo Hamburgo disputam a série D em 2024, dispensando uma eventual vaga para 2025 caso conquistem o acesso.

## Participantes
| Equipe                                         | Cidade            | Estádio          | Capacidade | Em 2023       | Títulos (Último) |
| ---------------------------------------------- | ----------------- | ---------------- | ---------- | ------------- | ---------------- |
| Esporte Clube Avenida                          | Santa Cruz do Sul | Eucaliptos       | 3 600      | 9º            | 0 (não possui)   |
| Grêmio Esportivo Brasil                        | Pelotas           | Caldeirão        | 10 500     | 7º            | 1 (1919)         |
| Sociedade Esportiva e Recreativa Caxias do Sul | Caxias do Sul     | Centenário       | 22 132     | 2º            | 1 (2000)         |
| Guarany Futebol Clube                          | Bagé              | Estrela D'Alva   | 10 000     | 2º (Série A2) | 2 (1938)         |
| Grêmio Foot-Ball Porto Alegrense               | Porto Alegre      | Arena do Grêmio  | 55 662     | 1º            | 42 (2023)        |
| Sport Club Internacional                       | Porto Alegre      | Beira-Rio        | 50 128     | 3º            | 45 (2016)        |
| Esporte Clube Juventude                        | Caxias do Sul     | Alfredo Jaconi   | 19 924     | 5º            | 1 (1998)         |
| Esporte Clube Novo Hamburgo                    | Novo Hamburgo     | Estádio do Vale  | 5 196      | 8º            | 1 (2017)         |
| Futebol Clube Santa Cruz                       | Santa Cruz do Sul | Plátanos         | 3 500      | 1º (Série A2) | 0 (não possui)   |
| Esporte Clube São José                         | Porto Alegre      | Passo d'Areia    | 10 646     | 6º            | 0 (não possui)   |
| Esporte Clube São Luiz                         | Ijuí              | 19 de Outubro    | 5 217      | 10º           | 0 (não possui)   |
| Ypiranga Futebol Clube                         | Erechim           | Colosso da Lagoa | 22 000     | 4º            | 0 (não possui)   |

## Estádios
| Avenida | Brasil de Pelotas | Caxias | Guarany de Bagé                   |
| --- | --- | --- | --------------------------------- |
| Estádio dos Eucaliptos | Estádio Bento Freitas | Estádio Centenário | Estrela D'Alva                    |
| Capacidade: 3 600 | Capacidade: 10 200 | Capacidade: 22 132 | Capacidade: 10 000                |
| | | |                                   |
| Grêmio | \| Grêmio Internacional São José Juventude Caxias Ypiranga Brasil de Pelotas Novo Hamburgo} São Luiz Guarany Avenida Santa Cruz Localização da sede dos clubes no estado. \| | \| Grêmio Internacional São José Juventude Caxias Ypiranga Brasil de Pelotas Novo Hamburgo} São Luiz Guarany Avenida Santa Cruz Localização da sede dos clubes no estado. \| | Internacional                     |
| Arena do Grêmio | \| Grêmio Internacional São José Juventude Caxias Ypiranga Brasil de Pelotas Novo Hamburgo} São Luiz Guarany Avenida Santa Cruz Localização da sede dos clubes no estado. \| | \| Grêmio Internacional São José Juventude Caxias Ypiranga Brasil de Pelotas Novo Hamburgo} São Luiz Guarany Avenida Santa Cruz Localização da sede dos clubes no estado. \| | Estádio Beira-Rio                 |
| Capacidade: 55 662 | \| Grêmio Internacional São José Juventude Caxias Ypiranga Brasil de Pelotas Novo Hamburgo} São Luiz Guarany Avenida Santa Cruz Localização da sede dos clubes no estado. \| | \| Grêmio Internacional São José Juventude Caxias Ypiranga Brasil de Pelotas Novo Hamburgo} São Luiz Guarany Avenida Santa Cruz Localização da sede dos clubes no estado. \| | Capacidade: 50 128                |
| | \| Grêmio Internacional São José Juventude Caxias Ypiranga Brasil de Pelotas Novo Hamburgo} São Luiz Guarany Avenida Santa Cruz Localização da sede dos clubes no estado. \| | \| Grêmio Internacional São José Juventude Caxias Ypiranga Brasil de Pelotas Novo Hamburgo} São Luiz Guarany Avenida Santa Cruz Localização da sede dos clubes no estado. \| |                                   |
| Juventude | \| Grêmio Internacional São José Juventude Caxias Ypiranga Brasil de Pelotas Novo Hamburgo} São Luiz Guarany Avenida Santa Cruz Localização da sede dos clubes no estado. \| | \| Grêmio Internacional São José Juventude Caxias Ypiranga Brasil de Pelotas Novo Hamburgo} São Luiz Guarany Avenida Santa Cruz Localização da sede dos clubes no estado. \| | Novo Hamburgo                     |
| Estádio Alfredo Jaconi | \| Grêmio Internacional São José Juventude Caxias Ypiranga Brasil de Pelotas Novo Hamburgo} São Luiz Guarany Avenida Santa Cruz Localização da sede dos clubes no estado. \| | \| Grêmio Internacional São José Juventude Caxias Ypiranga Brasil de Pelotas Novo Hamburgo} São Luiz Guarany Avenida Santa Cruz Localização da sede dos clubes no estado. \| | Estádio do Vale                   |
| Capacidade: 19 924 | \| Grêmio Internacional São José Juventude Caxias Ypiranga Brasil de Pelotas Novo Hamburgo} São Luiz Guarany Avenida Santa Cruz Localização da sede dos clubes no estado. \| | \| Grêmio Internacional São José Juventude Caxias Ypiranga Brasil de Pelotas Novo Hamburgo} São Luiz Guarany Avenida Santa Cruz Localização da sede dos clubes no estado. \| | Capacidade: 5 196                 |
| | \| Grêmio Internacional São José Juventude Caxias Ypiranga Brasil de Pelotas Novo Hamburgo} São Luiz Guarany Avenida Santa Cruz Localização da sede dos clubes no estado. \| | \| Grêmio Internacional São José Juventude Caxias Ypiranga Brasil de Pelotas Novo Hamburgo} São Luiz Guarany Avenida Santa Cruz Localização da sede dos clubes no estado. \| |                                   |
| Santa Cruz-RS | São Luiz | São José-RS | Ypiranga de Erechim               |
| Estádio dos Plátanos | Estádio 19 de Outubro | Estádio Passo d'Areia | Estádio Olímpico Colosso da Lagoa |
| Capacidade: 2 490 | Capacidade: 5 217 | Capacidade: 10 646 | Capacidade: 22 000                |
| | | |                                   |
| Grêmio Internacional São José Juventude Caxias Ypiranga Brasil de Pelotas Novo Hamburgo} São Luiz Guarany Avenida Santa Cruz Localização da sede dos clubes no estado. | | |                                   |

## Primeira fase
| Pos | Equipe              | Pts | J  | V | E | D | GP | GC | SG  | Classificação ou descenso          |
| --- | ------------------- | --- | -- | - | - | - | -- | -- | --- | ---------------------------------- |
| 1   | Internacional       | 28  | 11 | 9 | 1 | 1 | 21 | 7  | +14 | Classificados à fase final         |
| 2   | Grêmio              | 23  | 11 | 7 | 2 | 2 | 23 | 10 | +13 | Classificados à fase final         |
| 3   | Caxias              | 16  | 11 | 4 | 4 | 3 | 15 | 14 | +1  | Classificados à fase final         |
| 4   | Guarany de Bagé     | 16  | 11 | 4 | 4 | 3 | 12 | 15 | −3  | Classificados à fase final         |
| 5   | Juventude           | 15  | 11 | 4 | 3 | 4 | 15 | 9  | +6  | Classificados à fase final         |
| 6   | São José-RS         | 15  | 11 | 3 | 6 | 2 | 11 | 10 | +1  | Classificados à fase final         |
| 7   | Brasil de Pelotas   | 15  | 11 | 3 | 6 | 2 | 9  | 8  | +1  | Classificados à fase final         |
| 8   | São Luiz            | 13  | 11 | 2 | 7 | 2 | 9  | 9  | 0   | Classificados à fase final         |
| 9   | Ypiranga de Erechim | 10  | 11 | 1 | 7 | 3 | 7  | 14 | −7  |                                    |
| 10  | Avenida             | 9   | 11 | 2 | 3 | 6 | 5  | 10 | −5  |                                    |
| 11  | Novo Hamburgo       | 9   | 11 | 2 | 3 | 6 | 6  | 15 | −9  | Rebaixados para a Série A2 de 2025 |
| 12  | Santa Cruz-RS       | 4   | 11 | 0 | 4 | 7 | 8  | 20 | −12 | Rebaixados para a Série A2 de 2025 |

### Confrontos
| Mandante \ Visitante | AVN | BDP | CAX | GRY | GRE | INT | JUV | NHA | STC | SJO | SLZ | YPI |
| -------------------- | --- | --- | --- | --- | --- | --- | --- | --- | --- | --- | --- | --- |
| Avenida              | —   | 0–0 |     | 0–1 | 0–1 |     |     |     |     | 0–0 |     | 2–0 |
| Brasil de Pelotas    |     | —   |     | 1–1 | 0–1 |     | 1–0 | 0–0 | 2–0 | 0–0 |     |     |
| Caxias               | 2–0 | 1–2 | —   |     | 2–1 |     |     |     | 2–1 | 1–2 | 2–2 |     |
| Guarany de Bagé      |     |     | 1–1 | —   |     | 2–1 |     | 2–0 |     |     | 1–0 | 1–2 |
| Grêmio               |     |     |     | 4–1 | —   |     | 1–0 | 2–0 | 6–2 | 4–1 | 1–1 |     |
| Internacional        | 1–0 | 3–1 | 2–0 |     | 3–2 | —   |     |     |     |     |     | 3–0 |
| Juventude            | 3–1 |     | 1–1 | 4–0 |     | 1–2 | —   |     |     |     |     | 3–0 |
| Novo Hamburgo        | 0–1 |     | 0–1 |     |     | 1–3 | 1–1 | —   | 2–1 |     | 1–0 |     |
| Santa Cruz-RS        | 1–1 |     |     | 1–1 |     | 0–2 | 0–1 |     | —   | 1–1 |     | 1–1 |
| São José-RS          |     |     |     | 1–1 |     | 0–1 | 1–0 | 3–0 |     | —   | 1–1 |     |
| São Luiz             | 1–0 | 2–2 |     |     |     | 0–0 | 1–1 |     | 1–0 |     | —   | 0–0 |
| Ypiranga de Erechim  |     | 0–0 | 2–2 |     | 0–0 |     |     | 1–1 |     | 1–1 |     | —   |

## Fase final
Em itálico as equipes que possuem o mando de campo no jogo de ida ou jogo único; em negrito as equipes vencedoras.
|  |  |

|  | Quartas-de-final  | Quartas-de-final |   |               | Semifinais       | Semifinais       | Semifinais       | Semifinais       |  |        | Final                    | Final                    | Final                    | Final                    |  |  |
|  | 8 a 10 de março   | 8 a 10 de março  |   |               | 16 a 26 de março | 16 a 26 de março | 16 a 26 de março | 16 a 26 de março |  |        | 30 de março e 6 de abril | 30 de março e 6 de abril | 30 de março e 6 de abril | 30 de março e 6 de abril |  |  |
|  |                   |                  |   |               |                  |                  |                  |                  |  |        |                          |                          |                          |                          |  |  |
|  | Grêmio            | 2                |   |               |                  |                  |                  |                  |  |        |                          |                          |                          |                          |  |  |
|  | Brasil de Pelotas | 0                |   |               |                  |                  |                  |                  |  |        |                          |                          |                          |                          |  |  |
|  | Brasil de Pelotas | 0                |   | Grêmio        | 2                | 3                | 5                |                  |  |        |                          |                          |                          |                          |  |  |
|  |                   |                  |   | Grêmio        | 2                | 3                | 5                |                  |  |        |                          |                          |                          |                          |  |  |
|  |                   | Caxias           | 1 | 2             | 3                |                  |                  |                  |  |        |                          |                          |                          |                          |  |  |
|  | Caxias            | Caxias           | 1 | 2             | 3                | 1                |                  |                  |  |        |                          |                          |                          |                          |  |  |
|  | Caxias            |                  |   |               |                  | 1                |                  |                  |  |        |                          |                          |                          |                          |  |  |
|  | São José-RS       | 0                |   |               |                  |                  |                  |                  |  |        |                          |                          |                          |                          |  |  |
|  | São José-RS       | 0                |   |               |                  |                  |                  |                  |  | Grêmio | 0                        | 3                        | 3                        |                          |  |  |
|  |                   |                  |   |               |                  |                  |                  |                  |  | Grêmio | 0                        | 3                        | 3                        |                          |  |  |
|  |                   | Juventude        | 0 | 1             | 1                |                  |                  |                  |  |        |                          |                          |                          |                          |  |  |
|  | Internacional     | Juventude        | 0 | 1             | 1                | 3                |                  |                  |  |        |                          |                          |                          |                          |  |  |
|  | Internacional     |                  |   |               |                  | 3                |                  |                  |  |        |                          |                          |                          |                          |  |  |
|  | São Luiz          | 0                |   |               |                  |                  |                  |                  |  |        |                          |                          |                          |                          |  |  |
|  | São Luiz          | 0                |   | Internacional | 0                | 1                | 1 (5)            |                  |  |        |                          |                          |                          |                          |  |  |
|  |                   |                  |   | Internacional | 0                | 1                | 1 (5)            |                  |  |        |                          |                          |                          |                          |  |  |
|  |                   | Juventude (pen)  | 0 | 1             | 1 (6)            |                  |                  |                  |  |        |                          |                          |                          |                          |  |  |
|  | Guarany de Bagé   | Juventude (pen)  | 0 | 1             | 1 (6)            | 0                |                  |                  |  |        |                          |                          |                          |                          |  |  |
|  | Guarany de Bagé   |                  |   |               |                  | 0                |                  |                  |  |        |                          |                          |                          |                          |  |  |
|  | Juventude         | 4                |   |               |                  |                  |                  |                  |  |        |                          |                          |                          |                          |  |  |

## Estatísticas
| Gols[carece de fontes?] | Jogador           | Equipe              |
| ----------------------- | ----------------- | ------------------- |
| 6                       | Diego Costa       | Grêmio              |
| 6                       | Franco Cristaldo  | Grêmio              |
| 5                       | Gilberto          | Juventude           |
| 5                       | Michel            | Guarany de Bagé     |
| 4                       | Enner Valencia    | Internacional       |
| 4                       | Lucas Barbosa     | Juventude           |
| 4                       | Renê Sousa        | São José-RS         |
| 4                       | Tomas Bastos      | Caxias              |
| 4                       | Zé Vitor          | Ypiranga de Erechim |
| 3                       | Alan Patrick      | Internacional       |
| 3                       | Álvaro            | Caxias              |
| 3                       | André Henrique    | Grêmio              |
| 3                       | Cristian Pavón    | Grêmio              |
| 3                       | Erick Farias      | Juventude           |
| 3                       | João Pedro Galvão | Grêmio              |
| 3                       | Luam Parede       | Novo Hamburgo       |
| 3                       | Marcinho          | Brasil de Pelotas   |
| 3                       | Wanderson         | Internacional       |
| 2                       |                   |                     |
| Diogo Sodré             | São Luiz          |                     |
| Emerson Martins         | Caxias            |                     |
| Fábio Rampi             | São José-RS       |                     |
| Gabriel Silva           | Caxias            |                     |
| Jean Carlos             | Juventude         |                     |
| JP Bardales             | Brasil de Pelotas |                     |
| Joel                    | Caxias            |                     |
| Kayan                   | São José-RS       |                     |
| Lucas Alario            | Internacional     |                     |
| Lucca                   | Internacional     |                     |
| Mandaca                 | Juventude         |                     |
| Marcos Calazans         | São José-RS       |                     |
| Mauricio                | Internacional     |                     |
| Nathan Fernandes        | Grêmio            |                     |
| Rafael Goiano           | Avenida           |                     |
| Vitor Feijão            | Caxias            |                     |
| Wilson Júnior           | Guarany de Bagé   |                     |

| Total[carece de fontes?] | Jogador        | Equipe          |
| ------------------------ | -------------- | --------------- |
| 5                        | Jean Carlos    | Juventude       |
| 4                        | Alan Patrick   | Internacional   |
| 4                        | Cristian Pavón | Grêmio          |
| 4                        | Erick Farias   | Juventude       |
| 3                        | Bruno Henrique | Internacional   |
| 3                        | David Lustosa  | Caxias          |
| 3                        | Wilson Júnior  | Guarany de Bagé |

## Público
Maiores Públicos Pagantes
Estes são os dez maiores públicos pagantes do campeonato, sem considerar as partidas com portões fechados
| N.º | Público | Mandante      | Placar | Visitante         | Estádio         | Data            | Rodada    | Ref.   |
| --- | ------- | ------------- | ------ | ----------------- | --------------- | --------------- | --------- | ------ |
| 1   | 53 888  | Grêmio        | 3–1    | Juventude         | Arena do Grêmio | 6 de abril      | Final     | [ 5 ]  |
| 2   | 50 400  | Internacional | 3–2    | Grêmio            | Beira Rio       | 25 de fevereiro | 10ª       | [ 6 ]  |
| 3   | 45 199  | Internacional | 1–1    | Juventude         | Beira Rio       | 25 de março     | Semifinal | [ 7 ]  |
| 4   | 41 690  | Internacional | 3–0    | São Luiz          | Beira Rio       | 9 de março      | Quartas   | [ 8 ]  |
| 5   | 36 725  | Grêmio        | 3–2    | Caxias            | Arena do Grêmio | 26 de março     | Semifinal | [ 9 ]  |
| 6   | 29 225  | Grêmio        | 2–0    | Brasil de Pelotas | Arena do Grêmio | 10 de março     | Quartas   | [ 10 ] |
| 7   | 26 561  | Internacional | 2–0    | Caxias            | Beira Rio       | 3 de fevereiro  | 5ª        | [ 11 ] |
| 8   | 21 372  | Grêmio        | 1–0    | Juventude         | Arena do Grêmio | 31 de janeiro   | 4ª        | [ 12 ] |
| 9   | 21 151  | Internacional | 3–1    | Brasil de Pelotas | Beira Rio       | 14 de fevereiro | 8ª        | [ 13 ] |
| 10  | 18 413  | Juventude     | 0–0    | Grêmio            | Alfredo Jaconi  | 30 de março     | Final     | [ 14 ] |

Menores Públicos Pagantes
Estes são os dez menores públicos pagantes do campeonato, sem considerar as partidas com portões fechados
| N.º | Público | Mandante            | Placar | Visitante           | Estádio              | Data            | Rodada | Ref.   |
| --- | ------- | ------------------- | ------ | ------------------- | -------------------- | --------------- | ------ | ------ |
| 1   | 110     | Santa Cruz-RS       | 1–1    | Ypiranga de Erechim | Estádio dos Plátanos | 26 de fevereiro | 10ª    | [ 15 ] |
| 2   | 199     | São José-RS         | 1–1    | São Luiz            | Passo d`Areia        | 20 de janeiro   | 1ª     | [ 16 ] |
| 3   | 203     | São José-RS         | 1–1    | Guarany de Bagé     | Passo d`Areia        | 4 de fevereiro  | 5ª     | [ 17 ] |
| 4   | 213     | Novo Hamburgo       | 1–0    | São Luiz            | Estádio do Vale      | 3 de fevereiro  | 5ª     | [ 18 ] |
| 5   | 232     | Ypiranga de Erechim | 1–1    | São José-RS         | Colosso da Lagoa     | 7 de fevereiro  | 6ª     | [ 19 ] |
| 6   | 247     | São José-RS         | 3–0    | Novo Hamburgo       | Passo d`Areia        | 26 de fevereiro | 10ª    | [ 20 ] |
| 7   | 273     | Novo Hamburgo       | 0–1    | Avenida             | Estádio do Vale      | 27 de janeiro   | 3ª     | [ 21 ] |
| 8   | 274     | São Luiz            | 0–0    | Ypiranga de Erechim | 19 de Outubro        | 17 de fevereiro | 9ª     | [ 22 ] |
| 9   | 360     | Novo Hamburgo       | 1–1    | Juventude           | Estádio do Vale      | 10 de fevereiro | 7ª     | [ 23 ] |
| 10  | 429     | Ypiranga de Erechim | 1–1    | Novo Hamburgo       | Colosso da Lagoa     | 31 de janeiro   | 4ª     | [ 24 ] |

Médias de público
Estas são as médias de público dos clubes no campeonato. Considera-se apenas os jogos da equipe como mandante e o público pagante:
| Pos.  | Time                | Média  | Total   | Mandos | Maior  | Menor  |
| ----- | ------------------- | ------ | ------- | ------ | ------ | ------ |
| 1     | Internacional       | 32 983 | 197 895 | 6      | 50 400 | 12 894 |
| 2     | Grêmio              | 23 921 | 215 287 | 9      | 53 888 | 12 105 |
| 3     | Juventude           | 8 123  | 56 858  | 7      | 18 413 | 678    |
| 4     | Brasil de Pelotas   | 3 719  | 22 314  | 6      | 5 085  | 2 481  |
| 5     | Caxias              | 3 519  | 28 148  | 8      | 7 453  | 1 778  |
| 6     | Ypiranga de Erechim | 1 511  | 7 555   | 5      | 4 825  | 232    |
| 7     | Guarany de Bagé     | 1 462  | 8 769   | 6      | 2 662  | 864    |
| 8     | Avenida             | 987    | 4 935   | 5      | 2 108  | 538    |
| 9     | São Luiz            | 984    | 5 905   | 6      | 2 831  | 274    |
| 10    | Santa Cruz-RS       | 706    | 4 236   | 6      | 1 553  | 110    |
| 11    | Novo Hamburgo       | 535    | 3 212   | 6      | 1 362  | 213    |
| 12    | São José-RS         | 389    | 1 946   | 5      | 853    | 199    |
| Total | Total               | 7 427  | 557 060 | 75     | 53 888 | 110    |

## Premiação
| Campeonato Gaúcho de Futebol de 2024 |
| ------------------------------------ |
| Grêmio Campeão (43.º título)         |

| Campeão do Interior de 2024  |
| Caxias do Sul                |
| ---------------------------- |
| Caxias Campeão (13.º título) |

## Classificação geral
| Pos | Equipes             | Pts | J  | V  | E | D | GP | GC | SG  | %  | Classificação ou rebaixamento                                                      |
| --- | ------------------- | --- | -- | -- | - | - | -- | -- | --- | -- | ---------------------------------------------------------------------------------- |
| 1   | Grêmio              | 36  | 16 | 11 | 3 | 2 | 33 | 14 | +19 | 75 | Campeão e classificado para a Copa do Brasil 2025                                  |
| 2   | Juventude           | 21  | 16 | 5  | 6 | 5 | 21 | 13 | +8  | 44 | Vice-campeão e classificado para a Copa do Brasil 2025                             |
| 3   | Internacional       | 33  | 14 | 10 | 3 | 1 | 25 | 8  | +17 | 78 | Eliminado na semifinal e classificado para a Copa do Brasil 2025                   |
| 4   | Caxias              | 19  | 14 | 5  | 4 | 5 | 19 | 19 | 0   | 45 | Eliminado na semifinal e classificado para a Copa do Brasil 2025                   |
| 5   | Guarany de Bagé     | 16  | 12 | 4  | 4 | 4 | 12 | 19 | –7  | 44 | Eliminado nas quartas de final e classificado para a Copa do Brasil e Série D 2025 |
| 6   | São José-RS         | 15  | 12 | 3  | 6 | 3 | 11 | 11 | 0   | 42 | Eliminado nas quartas de final                                                     |
| 7   | Brasil de Pelotas   | 15  | 12 | 3  | 6 | 3 | 9  | 10 | –1  | 42 | Eliminado nas quartas de final e classificado para a Série D 2025                  |
| 8   | São Luiz            | 13  | 12 | 2  | 7 | 3 | 9  | 12 | –3  | 36 | Eliminado nas quartas de final e classificado para a Série D 2025                  |
| 9   | Ypiranga de Erechim | 10  | 11 | 1  | 7 | 3 | 7  | 14 | –7  | 30 |                                                                                    |
| 10  | Avenida             | 9   | 11 | 2  | 3 | 6 | 5  | 10 | –5  | 27 |                                                                                    |
| 11  | Novo Hamburgo       | 9   | 11 | 2  | 3 | 6 | 6  | 15 | –9  | 27 | Rebaixados para a Série A2 de 2025                                                 |
| 12  | Santa Cruz-RS       | 4   | 11 | 0  | 4 | 7 | 8  | 20 | –12 | 12 | Rebaixados para a Série A2 de 2025                                                 |

 Como o Internacional se classificou para a Copa Libertadores 2025, sua vaga na primeira fase da Copa do Brasil de 2025 foi repassada para o Guarany de Bagé. 